# Mがんぢー
Mがんぢーは、日本のイラストレーター。本名：納谷江司（なや こうじ）。

## 概要
ロボットやメカ少女系などのメカに関するキャラクター、ファンタジー系のイラストなどを手がけている。
コンパチヒーローシリーズの一つであるザ・グレイトバトルシリーズに登場する「ロア」（ファイター･ロア）と「コンパチカイザー」のデザインを担当した事（当時は納谷江司名義）でも知られている。その後、スーパーロボット大戦OG ORIGINAL GENERATIONSで上記の2体が出演することになり、作品展開にあわせたデザインを行った。続くOG外伝では、同じくコンパチヒーローシリーズから出演したエミィのデザインなどを担当。以降スーパーロボット大戦シリーズへ本格的にデザイナーとして参入し、スーパーロボット大戦Zやスーパーロボット大戦Kなどでデザインを担当している。
そのほか、堀川しんらの小説「プラントハンター蘭」の挿絵を担当した。